# Xenia Smits
Pour les articles homonymes, voir Smits.
Xenia Smits, née le 22 avril 1994 à Wilrijk en Belgique, est une handballeuse internationale allemande. Elle joue au poste d'arrière gauche.

## Biographie
Xénia Smits est née en Belgique où elle intègre un internat pour continuer sa progression au handball. Après des essais en Allemagne, elle part alors pour ce pays où elle se voit proposer de changer de nationalité. Sélectionnée en équipe de jeunes avec l'Allemagne, elle participe au championnat du monde junior 2014 où elle obtient une quatrième place et figure parmi les meilleures marqueuses.
Xenia Smits obtient sa première sélection le 29 novembre 2014 contre la Roumanie. Depuis, elle a joué 57 matches internationaux pour l'Allemagne, marquant 136 buts.
Pour la saison 2015-2016, elle s'engage en faveur du Metz Handball. En mai 2016, elle remporte avec Metz son premier titre de championne de France, après une finale gagnée face à Fleury Loiret. À titre individuel, elle est élue meilleure espoir du championnat de France pour la saison 2015-2016.
Blessée, elle manque la reprise de la saison 2016-2017. Elle confirme cependant rapidement sa bonne première saison à son retour de blessure et participe aux bons résultats du club de Metz qui remporte le championnat et la coupe de France, et réalise un excellent parcours européen, ne cédant qu'en quart de finale de la Ligue des champions face au futur vainqueur, Győri ETO KC. En août 2017, elle est élue meilleure arrière gauche du championnat, au titre de la saison 2016-2017.
En 2017-2018, elle remporte son troisième titre consécutif de championne de France et elle est élue, pour la deuxième fois d'affilée, meilleure arrière gauche de la saison.
Elle participe à la belle saison 2018-2019 des messines durant laquelle le club atteint les demi-finales de la Ligue des champions et remporte le championnat, pour la quatrième fois consécutive, et la coupe de France. Cadre de l'équipe lorraine, ses belles performances lui valent d'être nommée pour l'élection de la meilleure défenseur de la Ligue des champions et d'être élue meilleure arrière gauche et meilleure joueuse du championnat de France 2018-2019.
À l'été 2019, victime de douleurs récurrentes à l'épaule, elle fait le choix de se faire opérer pour une absence estimée entre 4 et 6 mois,, ce qui implique son forfait pour le championnat du monde 2019.

## Galerie

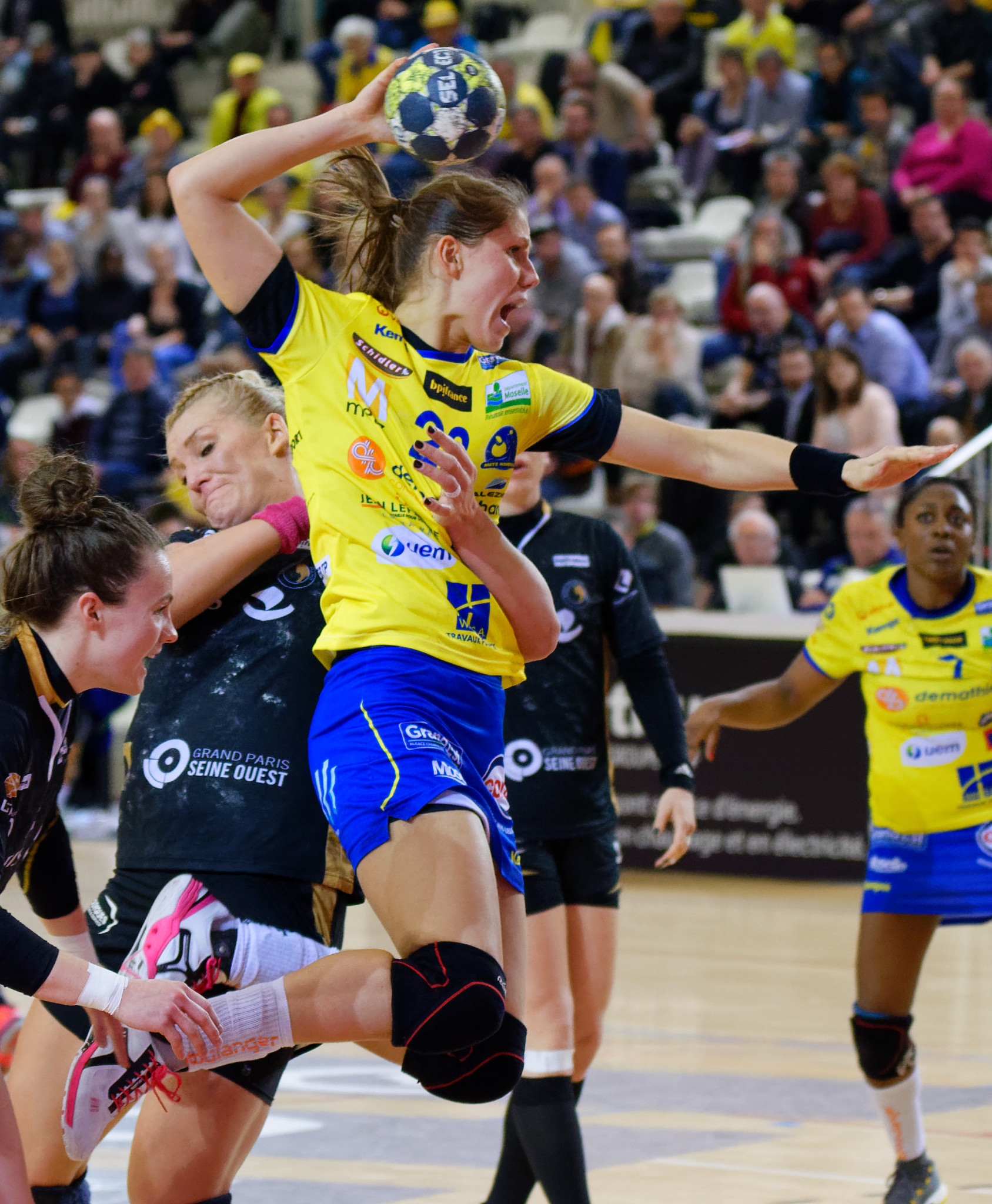
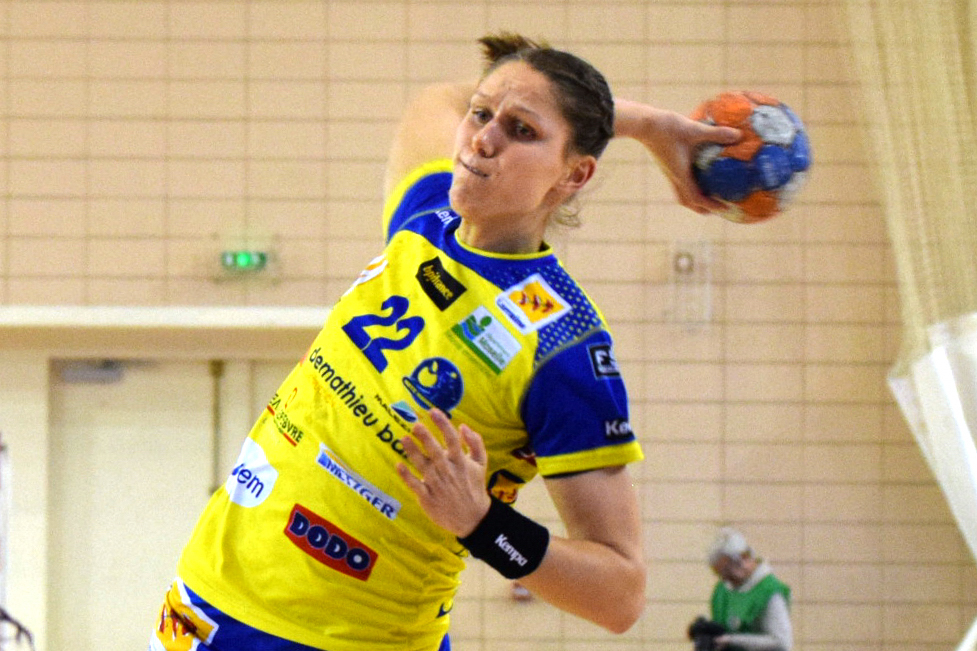
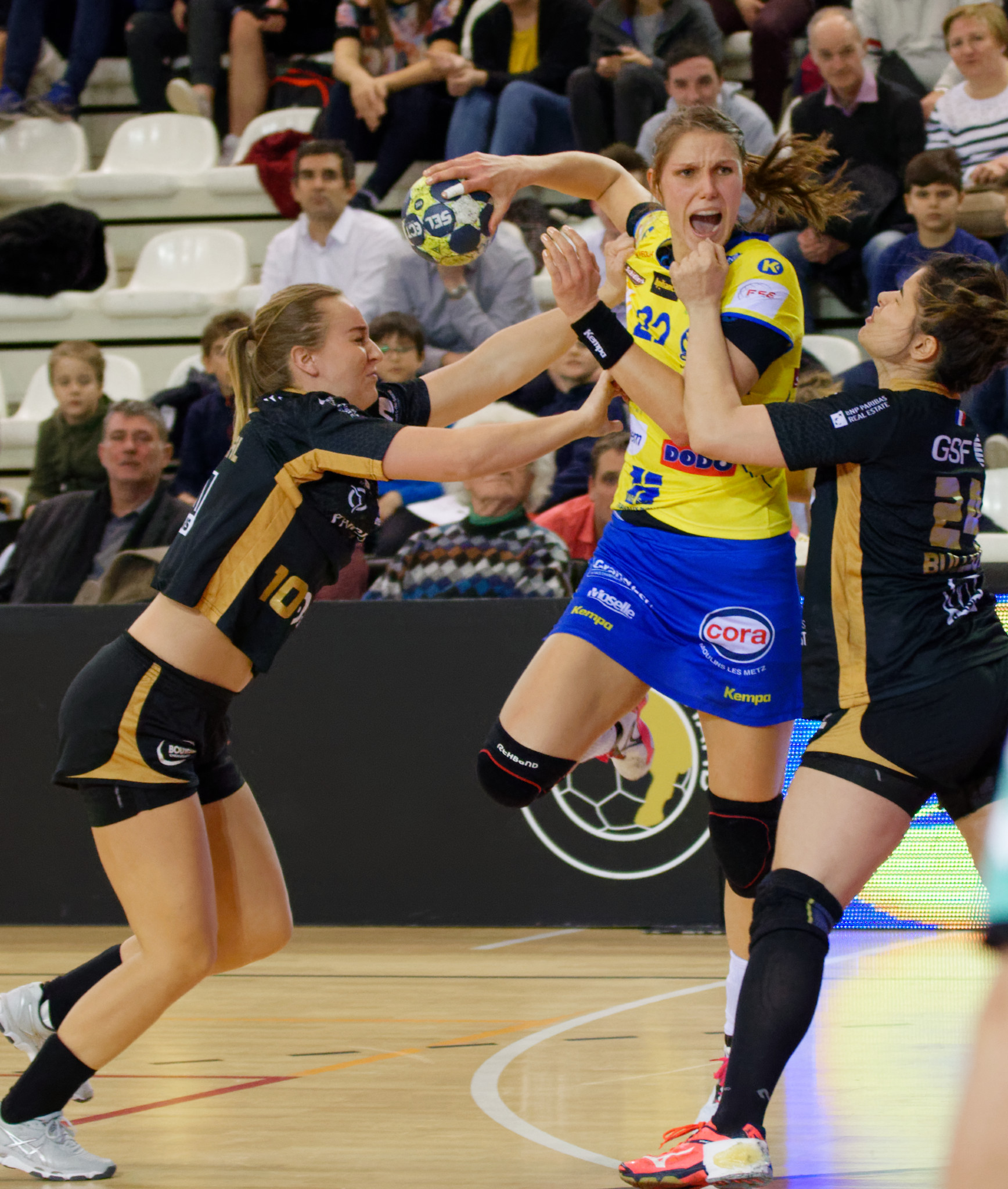
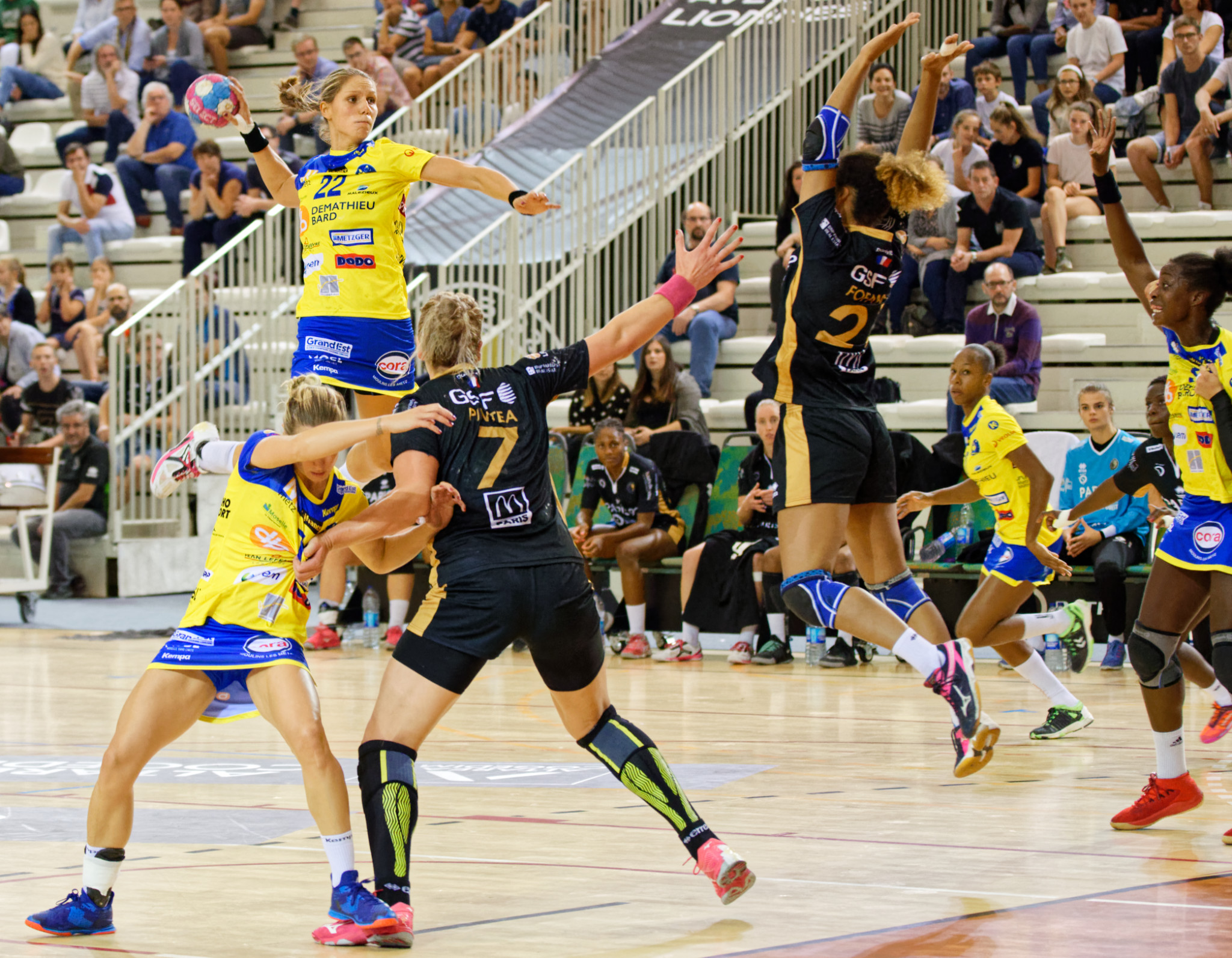

## Palmarès

### En sélection
championnats du monde
- 12e place du championnat du monde 2017
- 13e place du championnat du monde 2015

championnats d'Europe
- 10e place du championnat d'Europe 2018
- 10e place du championnat d'Europe 2014

autres
- 4e place du championnat du monde junior en 2014

### En club
compétitions internationales
- quatrième de la Ligue des champions en 2019 (avec Metz Handball)

compétitions nationales
- championne de France en 2016, 2017, 2018 et 2019 (avec Metz Handball)
- vainqueur de la coupe de France en 2017 et 2019 (avec Metz Handball)

### Distinctions individuelles
- élue meilleure joueuse de la saison du championnat de France 2018-2019[14]
- élue meilleure espoir de la saison du championnat de France 2015-2016[7]
- élue meilleure arrière gauche de la saison du championnat de France 2016-2017[9],  2017-2018[10] et 2018-2019[14]